# 拉斯拉哈斯 (洪都拉斯)
拉斯拉哈斯（西班牙語：Las Lajas），是洪都拉斯的城鎮，位於該國中西部，由科馬亞瓜省負責管轄，面積97.8平方公里，海拔高度1,033米，2001年人口8,540，人口密度每平方公里87.32人。